# Franz Joseph Dölger
Franz Joseph Dölger (Sulzbach am Main, 18 ottobre 1879 – Schweinfurt, 17 ottobre 1940) è stato un teologo e storico tedesco di fede cattolica.
Nel 1929 fondò la rivista Antike und Christentum.

## Biografia
Franz Joseph Dölger studiò teologia all'Università di Würzburg, ricevendo l’ordinazione sacerdotale nel 1902. Successivamente, lavorò come cappellano ad Amorbach e a Würzburg. Nel giugno 1904 conseguì il dottorato in teologia.
Dal 1908 al 1911 proseguì la sua formazione presso il Campo Santo Teutonico di Roma. Nel 1911 fu nominato professore associato di storia della religione presso l’Università di Münster. Dal '26 al '29 insegnò all’Università di Breslavia, succedendo a Joseph Wittig, e a Bonn (dal 1929 al 1940).
I suoi interessi di ricerca si focalizzarono sulla chiesa paleocristiana e il suo rapporto con le società non cristiane. Dölger pubblicò anche opere accademiche sul sacramento della Cresima, sull'esorcismo, sul Battesimo e sull'Eucaristia nel Cristianesimo antico.
Nel 1929 fondò la rivista Antike und Christentum ("Antichità e cristianesimo"), alla quale contribuì con una serie di studi dettagliati sulla chiesa primitiva.
Il Franz Joseph Dölger-Institut zur Erforschung der Spätantke (Istituto Franz Joseph Dölger per l'esplorazione della tarda antichità), fondato nel 1955 presso l'Università di Bonn, è intitolato in suo onore.

## Opere
- Das Sakrament der Firmung, 1906.
- Der Exorzismus im altchristlichen Taufritual, 1909.
- Ichthys; Das Fischsymbol in frühchristlicher, 1910.
- Konstantin der Große und seine Zeit, 1913
- Sol Salutis. Gebet und Gesang im christlichen Altertum, 1920.
- Die Fischdenkmäler in der frühchristlichen Plastik, Malerei und Kleinkunst, 1932.[3]